# Identifikacijska številka občine
Identifikacijska številka občine, tudi uradna karakteristična številka občine je zaporedje številk za identifikacijo politično neodvisnih občin ali nekorporacijska območja. Druge klasifikacije za identifikacijo območij vključujejo poštne številke, kode NUTS ali kode FIPS. Vsak od teh sistemov ima specifičen namen in področje uporabe, zato so pogosto komplementarni, kar omogoča različne načine razvrščanja in analiziranja podatkov o določenih območjih.

## Nemčija
V Nemčiji se identifikacijska številka občine (Amtliche Gemeindeschlüssel - AGS) uporablja predvsem za statistične namen  in jo enotno določajo statistični uradi posameznih zveznih dežel. Vse statistike, ki vključujejo regionalne podatke, uporabljajo AGS, a kodo uporablja tudi javna uprava, na primer pri prijavi stalnega bivališča.

### Struktura
Številka občine je sestavljena iz osmih števk, ki so generirane na naslednji način: Prvi dve števki označujeta posamezno zvezno deželo. Tretja števka označuje upravno okrožje (na območjih brez upravnih okrožij je na tem mestu zapisana ničla). Četrta in peta števka označujeta številko mestnega območja (v mestu brez okrožij, ki so upravno samostojna) ali okraja (v mestu z okraji). Šesta, sedma in osma števka označujejo posamezno občino oziroma številko nekorporacijskega območja.

#### Zgledi
15 3 52 002: Aschersleben
- 08: zvezna dežela Baden-Württemberg
- 1: upravno okrožje Stuttgart
- 11: mestno območje Stuttgarta
- 000: znotraj Stuttgarta ni dodatnih občin; koda označuje urbano območje kot celoto

08 1 11 000: Stuttgart
- 15: zvezna dežela Saška-Anhalt
- 3: upravno okrožje Magdeburg
- 52: okraj Aschersleben Staßfurt
- 002: mesto Aschersleben

### Zvezne države
- 01: Schleswig-Holstein
- 02: Hamburg
- 03: Spodnja Saška
- 04: Bremen
- 05: Severno Porenje-Vestfalija
- 06: Hessen
- 07: Porenje-Pfalško
- 08: Baden-Württemberg
- 09: Bavarska
- 10: Posarje
- 11: Berlin
- 12: Brandenburg
- 13: Mecklenburg-Predpomorjansko
- 14: Saška
- 15: Saška-Anhalt
- 16: Turingija

## Avstrija

### Struktura
Identifikacijska številka avstrijske občine je sestavljena iz petih števk.
Prva števka označuje številko avstrijske dežele  in ustreza standardu ISO 3166-2:AT (kode za imena držav in njihovih podenot kot standard ISO)
Druga in tretja števka označujeta statutarno mesto (»Statutarstadt«) ali upravni okraj (»Politische Bezirke«).
Četrta in peta števka označujeta občino (»Gemeinde«).
V uradnih dokumentih se pojavljata za identifikacijsko številko občine izraza Gemeindekennziffer in Gemeindekennzahl. Te identifikacijske številke se ne sme zamenjevati s katastrsko številko občine (KGNR).

#### Zgledi
3 25 21: Rappottenstein
- 3: Spodnja Avstrija
- 25: Okraj Zwettl
- 21: Občina Rappottenstein

9 07 01: Dunaj - Neubau
- 9: Dunaj
- 07: Neubau (7. okraj)
- 01: -

### Zvezne države
- 1 Gradiščanska
- 2 Koroška
- 3 Spodnja Avstrija
- 4 Gornja Avstrija
- 5 Salzburg
- 6 Štajerska
- 7 Tirolska
- 8 Predarlska
- 9 Dunaj

## Švica

### Struktura
Švicarski zvezni statistični urad vsebuje štirimestne kodne številke, ki so zaporedno dodeljene v skladu z uradnim vrstnim redom kantonov, okrožij in občin.

## Švedska
Kommunkod (koda občine) je številčna koda, ki jo švedski davčni organi dodelijo vsem švedskim občinam. Koda je sestavljena iz štirih števk, pri čemer prvi dve označujeta, v kateriem okrožju se nahaja občina, zadnji dve pa označujeta občino.

## Filipini
Običajno je identifikacijska koda občine znana kot koda občine ali koda PSGC. Številka je sestavljena iz devetih števk rrppmmbbb, pri čemer je rr = koda regije, pp = koda pokrajine, mm = koda mesta / občine, bbb = koda barangaja.